# 格林巴赫 (德国)
格林巴赫（德語：Grünbach）是德国萨克森州的市镇，隶属于福格特兰县。总面积为27.54平方千米，截至2023年12月31日总人口为1,673人。